# 하이럼 스티븐스 맥심

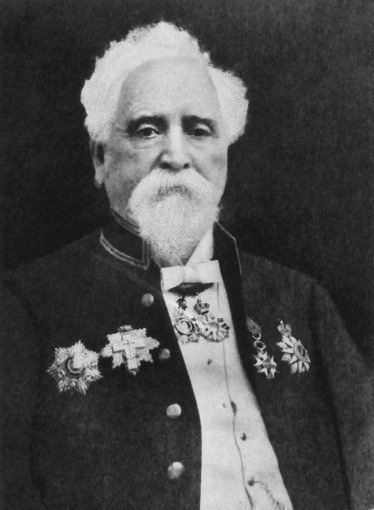
하이럼 스티븐스 맥심(1916년)

하이럼 스티븐스 맥심 경(Sir Hiram Stevens Maxim, 1840년 2월 5일~1916년 11월 24일)은 미국에서 태어난 영국의 발명가이다.
미국 메인주 출생으로 14세 때 운반차 제조 공장의 견습공으로 들어가 램프 용의 가스 연소법을 완성하고, 전등을 비롯한 전기 기구를 개량하였다. 1884년 맥심 기관총을 발명하였으며, 그 후 영국에 귀화하였다.
그의 발명은 100가지가 넘는데, 그 중에 특히 유명한 것은 연기가 나지 않는 화약의 발명이었다.
(추가)
미국 출신의 영국 발명가(1840~1916).
미국 최초의 전등 제조회상에서 일하면서 탄소 필라멘트 제조법을 개발하는 등 많은 발명을 했다. 그 뒤 영국에 정착해서 1884년에 완전 자동식 기관총을 개발했다.
미국과 영국에서 수백 가지에 이르는 발명 특허를 출원했으며, 1900년에 영국으로 귀화했다.
일화 중 한 미국인 친구가 "네가 하는 전기는 시시해! 큰돈을 벌고 싶으면, 그 멍청한 유럽놈들이 서로를 더 빠르게 죽이도록 해줄 그런 걸 발명하란 말이야" 라고 충고하는 것을 듣고서 1883년에 전기공학 실험을 그만두었다는 말이 있다.

## 서훈
- 1901년 Knight Bachelor(기사작위)